# 中尾陽太
中尾 陽太（なかお ようた、1985年2月12日 - ）は日本の舞台俳優。長崎県出身。

## 略歴・人物
子供の頃から、祖父と父親が舞台関係の仕事をしていた為、よく舞台を見ていたとのこと。
中学生の文化祭で自主的に劇団を興し文化祭の劇で最優秀アカデミー賞を受賞される。
高校時代は長崎演劇復興活動を企画し大型市民参加舞台や長崎歴史文化博物館にて長崎奉行所芝居組. 劇団ちゃんぽんの観光寸劇公演に座長に就任。
同時に東京デスロック主宰の多田淳之介による戯曲ワークショップに参加し、戯曲・脚本について学ぶ。
上京後、レッスンを受けながら映像と舞台を中心に活動。
2017年3月31日をもって事務所を退所。以降はYouTuberとして活動。
2017年12月から自身が主宰・プロデュースを行っているProject To Doを結成し、舞台・朗読・ラジオドラマ・ドラマCD等で脚本・演出等も行う。
その後、ぱんだソフト制作のアプリゲーム「新聞物語」をプロデュース、2018年5月には自身で脚本・演出を行い朗読舞台化。
翌年の6月にはティラノゲームフェス準グランプリ作品「公衆電話」を朗読舞台化し、同じく脚本・演出を担当。
現在はYouTuberだけではなく、脚本、演出、舞台監督、制作運営、音響殺陣オペレーター、ポケモントレーナー等の活動も行っている
また2030年には渡米を予定しており
FBI捜査官への就任を予定されている。

## 出演
太字はメインキャラクター。

### 舞台
- 参加舞台公演「長崎なう」（2013年3月23日 、長崎ブリックホール）戯曲・中尾陽太 役
- 長崎市公会堂開館50周年記念事業”公会堂のチカラ”「うえふかずの劇場」（2013年1月19日 、長崎市公会堂）

- 劇団SHOW特急 「悔いのない人生のすゝめ」（2016年9月6日 - 9月11日 、ソフトンバビロン神の流れのほとりにて（東京都）） - 役（ダブルキャスト）
- タイプスプロデュース公演「不思議の国のアリス　イン　ワンダーランド」（2016年10月28日 - 11月1日 、両国・スタジオアプローズ（東京都） - あまがえる・スペード役
- タイプスプロデュース公演 原作 Wシェイクスピア「化物語」（2016年12月3日 - 12月4日 、座・高円寺2（東京都） - クリオミニーズ役
- 言葉の動物「雷神ing(ライジング) 俺だけの明日をつかむとき」（2017年2月2日 - 2月6日 、浅草東洋館（東京都） - 主演 ミツル役
- TAUアクターズプロモーション「広くてすてきな宇宙じゃないか／銀河旋律」（2017年3月2日 - 3月6日 、シアター風姿花伝） - サカモト 役
- 劇団SHOW特急「勇者、旅に出るってさ。Ⅱ」（2017年5月10日 - 5月14日 、萬劇場） - 盗賊（アサシン） 役
- 日本民話シリーズ 朗読会 第5回 Future Artist Treasure「中学生桃太郎」（2017年8月12日、ライヴカフェ『ムーンストーン』）脚本・演出・桃太郎 役
- StudioS&S 朗読ライブ「個と書いて絆と解く」（2017年8月26日 、StudioS&S）脚本・演出 / ボク 役
- リーディングライブ「UBUGOE vol.17 ～voice of comedy～」（2017年11月7日 -11月8日 、めぐろパーシモンホール）「私と俺と僕たちと」/「金田畑の事件簿」/「喫茶ライフ」

- Project To Do公演 「リーディングライブ 新聞物語」 （2018年5月9日 - 5月10日、野方区民ホール） - 脚本・演出・主演 小川太郎 / オトマニア 役（ぱんだソフト）
- 劇団SHOW特急「曇天」（2018年7月11日 - 7月16日、明石スタジオ） - 樋渡八兵衛 役
- ｢怪盗CAT～十二支だよ！全員集合！～｣（2018年8月15日 - 8月17日、大田文化の森ホール） - 真刀 猪次郎 役
- Kiramune Presents リーディングライブ『カラーズ』（2018年10月27日 - 10月28日、舞浜アンフィシアター）- アンサンブル
- Project To Do公演 「お前、今日から神様な/書く描く詞か字か」（2018年12月7日 - 12月9日、アトリエファンファーレ高円寺） - 店長 役 / 赤坂哲郎 役
- 「ラヴェラ・ギャラクシー - LAVERA GALAXY」（2019年2月20日 - 2月24日、新宿THEATER BRATS［シアターブラッツ］） - エイラス 役
- 進戯団 夢命クラシックス結成15周年記念公演「碧のヴォヤージュ」（2019年3月20日 - 3月24日、新宿村Live）- アンサンブル
- TOブックス「異世界でコンビニを開いたけど、なぜか誰一人客がこない件」（2019年5月8日 - 5月12日、池袋シアターグリーン） - ミヤモト役
- Project To Doリーディングライブ「虚構夢想」（2019年6月20日・6月21日、野方区民ホール）脚本・演出 /「共夢の彼方」 快夢 役 /「ナイト・メアソード」 メア 役 /「公衆電話」 原作：フリーノベル脱出ゲーム 佐藤直樹 役 /「虚構夢想」 快夢 役
- 高熱43度「ネムリメグル」（2019年9月4日 - 9月8日、ワーサルシアター）「メグル」キャスト - 火口悠真 役
- 殺陣YOUTUBE企画「ZANスト」（2019年10月22日、浅草橋MANHOLE） - 白の弟子 役
- プロデュース公演 「ナベ・ストーリー」（2019年12月18日 - 12月22日、アトリエファンファーレ東池袋）脚本・演出 - あく 役
- Project To Do公演 「ナイト・メア ソード～黒い夢と夢現の扉～」（2020年2月14日 - 2月16日、萬劇場）脚本・演出 - シャドウ 役
- TOブックス「淡海乃海-現世を生き抜くことが業なれば」（2020年3月25日 - 3月29日、新宿村Live） - 中田 役
- Project To Do公演「終活の老人たち ～老人ホームがサービス終了するそうなので鬼退治をすることになりました～」（2023年9月20日 - 9月24日、シアター風姿花伝）